# Executief van de Moslims van België

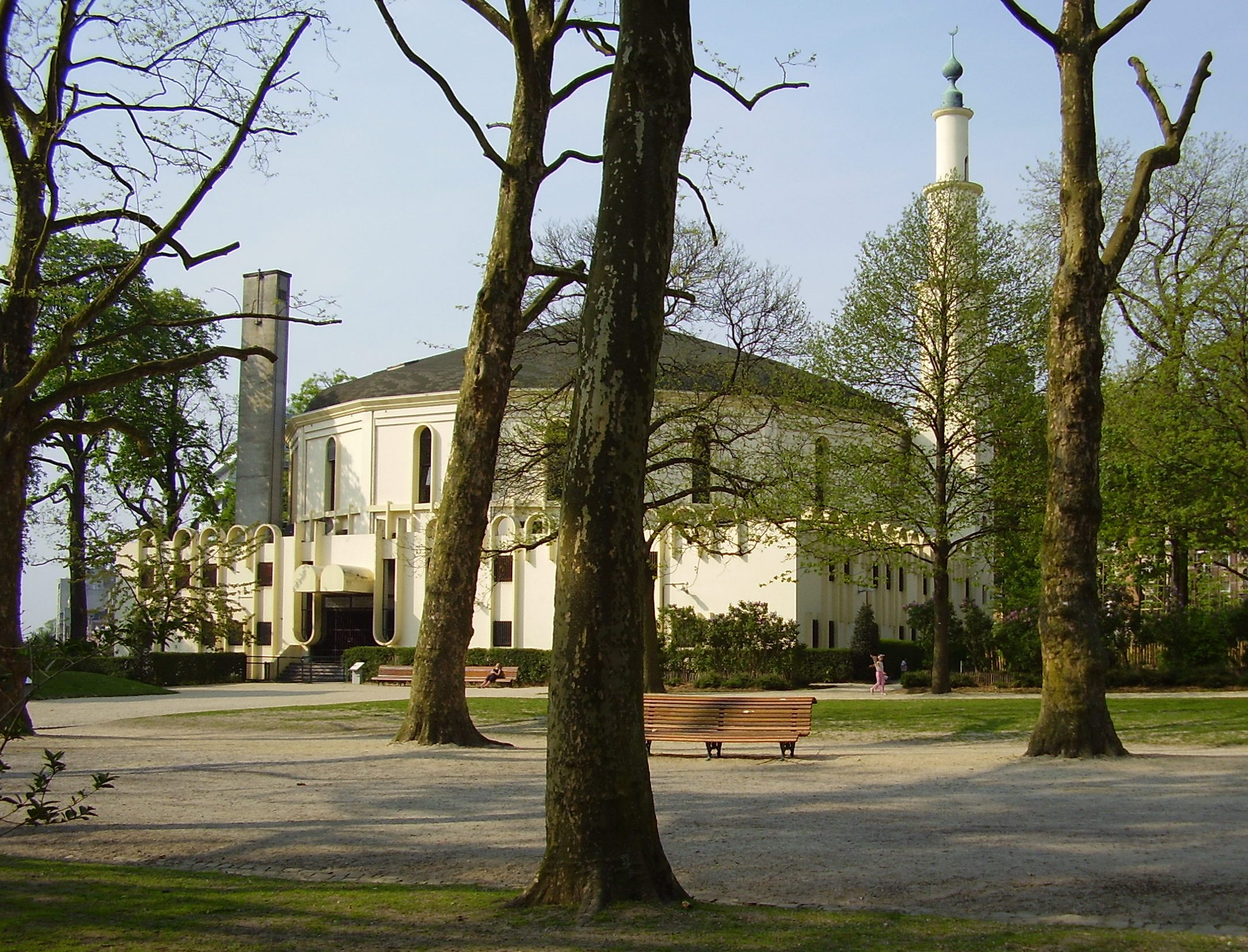
Grote Moskee van Brussel

Het Executief van de Moslims van België (EMB, of Moslimexecutieve; Frans: Exécutif des Musulmans de Belgique) is een feitelijke vereniging die van 1996 tot 2022 erkend was als het vertegenwoordigende orgaan van de moslims in België. Naast de Marokkaanse en Turkse moslimgemeenschap waren ook minderheden uit onder meer Albanië en Pakistan vertegenwoordigd in het Executief.
De Moslimexecutieve werd in 1996 erkend als officiële gesprekspartner van de Belgische regering. Ze was samengesteld uit 17 leden van de Algemene Vergadering van Moslims van België, waarvoor in 1998 en 2005 verkiezingen werden georganiseerd. De erkenning werd in 2022 ingetrokken op initiatief van minister Vincent Van Quickenborne. In afwachting van de erkenning van een nieuw representatief orgaan werd het Bureau van het Executief van de Moslims van België tot 14 september 2023 belast met het beheer van de lopende zaken.
Federaal minister van Justitie Vincent Van Quickenborne erkende bij K.B. van 12 juni 2023 de Moslimraad van België vzw (MRB) als voorlopig representatief orgaan voor de islamitische eredienst in België. De maatregel volgde op een verzoek tot kritische doorlichting van de minister bij de Staatsveiligheid, meer bepaald inzake buitenlandse inmenging bij de organisatie: “Er zijn rapporten uit ons land, maar ook uit het buitenland, waaruit blijkt dat organisaties als Diyanet (Turkije) en de Rassemblement des Musulmans de Belgique (Marokko) vehikels zijn voor buitenlandse overheden die de greep houden op de [Belgische] moslimgemeenschap.” De wissel van erkenning  leidde tot controverse in de moslimwereld.

## Geschiedenis
Sinds de wet van 19 juli 1974 is de islam erkend als een van de gesubsidieerde levensbeschouwingen krachtens de wet van 4 juli 1870. Door het koninklijk besluit van 7 juli 1996 werd de Moslim Executive officieel gesprekspartner van de overheid voor zaken als de erkenning van moskeeën, de regeling van het godsdienstonderwijs, de benoeming van imams en de inrichting van islamitische begraafplaatsen.
- Na de terroristische aanslagen in Madrid van 11 maart 2004 riep de Algemene Vergadering van Moslims, met verscheidene andere moslimorganisaties op initiatief van een platform van "moslimburgers van België", aan een vergadering op 28 maart in herdenking voor de slachtoffers vóór de Spaanse ambassade te Brussel. In hun persbericht van 22 maart stelden ze duidelijk "Deze barbaarse daden kunnen hun rechtvaardiging in geen enkele godsdienst vinden." De voorzitter van de EMB, Mohamed Boulif, was aanwezig. Er was ook een persmededeling van de Liga der Imams van België op 18 maart 2004.[6]
- Naar aanleiding van de Cartoons over Mohammed in Jyllands-Posten in 2005 uitte het EMB hun "verontwaardiging jegens de islamofobe auteurs van de racistische en xenofobe karikaturen van de profeet Mohammed". Ze riepen de media op om "hun verantwoordelijkheid te nemen en niet uit het oog te verliezen dat de vrije meningsuiting, waar we aan gehecht zijn, eindigt daar waar het respect voor de ander begint".
- Na de moord op Joe Van Holsbeeck  in 2006 weigerde de EMB om deel te nemen aan de oproep om de daders aan te geven. De woordvoerder zei dat ze het nut er niet inzagen om erover te praten, zolang de daders niet geïdentificeerd waren. Politie en media omschreven die eerst als "van Maghrebijnse type", maar uiteindelijk ging het over Roma uit Polen.
- In 2013 onthaalde het EMB bij monde van voorzitter Ugurlu Semsettin de verkiezing van paus Franciscus zeer positief.
- Het EMB vond niet dat het zich moest distantiëren van Islamitische Staat omdat ze daar niets mee te maken heeft. Nadat Antwerps burgemeester en N-VA-voorzitter Bart De Wever weinig begrip toonde voor deze reactie, liet het EMB in een persbericht weten "geschokt te zijn door de misdaden begaan door IS (Islamitische Staat) in Irak", en dan met name "de executies en vervolgingen die de religieuze minderheden ondergaan".
- Samen met opperrabbijn Albert Guigui en aartsbisschop André Léonard werd er een gemeenschappelijke verklaring opgesteld om geweld in naam van religie te veroordelen.
- Het EMB veroordeelde de aanslagen in Brussel op 22 maart 2016 met klem en zonder voorbehoud en riep op tot eenheid en het vormen van een front tegen geweld en terrorisme. In navolging hiervan werden verscheidene witte marsen georganiseerd en hulde gebracht aan de slachtoffers. De Raad der Theologen van de Moslimexecutieve stelde echter dat het niet mogelijk was te bidden voor de zielen van de niet-islamitische slachtoffers die in Brussel stierven.[7] Op de uitspraak van minister Jan Jambon dat "een significant deel" van de moslims aan het dansen was na de aanslagen reageerde het EMB, bij monde van Salah Echallaoui: "Moslimgemeenschap was leden aan het begraven, niet aan het vieren." en "Moslims die terroristen toejuichen zijn verwerpelijk".

Bij de Belgische regering rees ongenoegen over het uitblijven van verkiezingen voor de EMB, het vrijwel ontbreken van de inbreng van vrouwen uit de gemeenschap, de infiltratie van extremisten en de concentratie van de zeggenschap in de handen van enkele mannen. Toen twee aanzeggingen en een reeks gesprekken zonder resultaat bleven, trok minister Vincent Van Quickenborne in september 2022 de erkenning van de EMB in.

## Voorzitters
- 1996 - 1999: Didier-Yacine Beyens (bekeerde Belgische medicus)
- 1999 - 2003: Nordin Maloujahmoune  (Belgo-Marokkaanse belastingscontroleur)
- 2003 - 2005: Mohamed Boulif (Belgo-Marokkaanse economist bij een Luxemburgse bank, ontheven uit zijn functie door minister van Justitie Laurette Onkelinx, wat zorgde voor voortijdige nieuwe verkiezingen.)
- 2005 - 2008: Coskun Beyazgül (Belgo-Turkse Diyanet ambtenaar, gediplomeerd door het lyceum İmam hatip (officieel Turks religieus onderwijs) en de ULB (filologie en oosterse geschiedenis, optie islamologie) met als vice-voorzitters de Benjelloul Kissi (Franco-Marokkaanse slager) en Hacer Düzgün (Belgo-Turkse islamlerares, alumna van het lyceum İmam hatip).)
- maart 2008 - april 2014: Semsettin Ugurlu (Belgo-Turkse islamleraar) met vice-voorzitter Isabelle (Soumaya) Praile (Belgische islamlerares) en Mehmet Üstün (Belgo-Turkse islamleraar voorzitter van de Sultan Ahmetmoskee in Heusden-Zolder).
- april 2014 - maart 2016: Noureddine Smaili
- maart 2016 - mei 2018: Salah Echallaoui (Franstalige uit Hoei) met als vice-voorzitters Mohamed Achaibi (uit Lokeren) en Hasan Batakli.
- mei 2018 - : Mehmet Üstün (Milli Görüş)[9] met vice-voorzitters Salah Echallaoui en Bayram Saatçi (uit Genk).[10]

De eerste vijf voorzitters waren Franstalig met een Nederlandstalige Mehmet ÜSTÜN

## Wetgeving
- 24 juni 1998. - Koninklijk Besluit tot wijziging van het Koninklijk Besluit van 3 juli 1996 betreffende het Executief van de Moslims van België, Publicatie: 1998-07-23 (Ed. 1)
- 4 maart 1999. - Koninklijk Besluit tot wijziging van het Koninklijk Besluit van 3 juli 1996 betreffende het Executief van de Moslims van België, Publicatie: 1999-04-16 (Ed. 1)
- 3 mei 1999. - Koninklijk Besluit houdende erkenning van het Executief van de Moslims van België, Publicatie: 1999-05-20 (Ed. 1)
- 4 mei 1999. - Koninklijk Besluit houdende erkenning van de leden van het Executief van de Moslims van België, Publicatie: 1999-06-01 (Ed. 1)
- 18 juli 2003. - Koninklijk Besluit houdende erkenning van de leden van het Executief van de moslims van België, Publicatie: 2003-07-25 (Ed. 2)
- 7 oktober 2005. - Koninklijk Besluit houdende erkenning van de leden, titularis van een mandaat in het Executief van de Moslims van België, Publicatie: 2005-10-14 (Ed. 1)
- 9 mei 2008. - Koninklijk Besluit houdende erkenning van de leden, titularis van een mandaat in het Executief van de Moslims van België, Publicatie: 2008-05-19 (Ed. 2)
- 30 maart 2009. - Koninklijk Besluit tot wijziging van het Koninklijk Besluit van 9 mei 2008 houdende erkenning van de leden, titularis van een mandaat in het Executief van de Moslims van België, Publicatie: 2009-04-21 (Ed. 1)
- 2 april 2014. - Koninklijk besluit houdende erkenning van de leden van het Executief van de Moslims van België, Publicatie: 2014-04-18
- 15 februari 2016. - Koninklijk besluit houdende erkenning van de leden van het Executief van de Moslims van België, Publicatie: 2016-02-19

## Centrum Islamonderwijs
Binnen de Moslimexecutieve kreeg het Centrum Islamonderwijs (CIO) een mandaat als bevoegde instantie voor toezicht op het islamonderwijs in Vlaanderen (leerplannen, eindtermen). In december 2023 bevestigde onderwijsminister Ben Weyts dit mandaat, tot 2028.